# Lago Ngozi
El lago Ngozi es el segundo lago de cráter más grande de África. Se encuentra dentro de una caldera volcánica, el volcán Ngozi, cuya cresta oscila entre los 2.150 y los 2.620 m de altitud,  a unos 16 km al sudeste de Mbeya, en la Reserva Forestal de Mporoto Ridge, en el distrito de Rungwe, en la región de Mbeya, al sur de Tanzania, y forma parte del Gran Valle del Rift.
El lago se encuentra a unos 2000 m de altitud, tiene 2,5 km de longitud por 1,6 km de anchura, y una profundidad de unos 75 m. El lago ocupa el lado sur de la caldera, donde la cresta se levanta unos 300 m por encima del agua. Las alturas más elevadas se encuentran al norte, hasta alcanzar el pico Nguzi, a 2.620 m.
La caldera está formada por rocas volcánicas del tipo fonolita y traquita, y una piedra característica llamada pumita de Kitulo. Las pruebas de radiocarbono la datan en una erupción hace 10.200 años. Sucesivas erupciones han formado conos piroclásticos en el cono, el más reciente de los cuales data de hace solo 500 años, en torno a 1450.
La elevada temperatura en las profundidades del lago, que podría superar los 200 grados centígrados hace que se esté considerando usarlo como fuente de energía termal. Sin embargo, también se considera que el lago podría almacenar gases procedentes del interior de la tierra y ser un peligro para los habitantes de los alrededores.

## El entorno
El volcán Ngozi se encuentra al oeste de las montañas Poroto, que forman el extremo septentrional de las montañas Kipengere.
La Reserva Forestal Mporoto Ridge tiene unas 9.300 hectáreas de extensión y culmina en el pico Ngozi, de 2.620 m. En ella se encuentran diversas especies de monos y pájaros, y una especie endémica de camaleón, Chameleo fuelleborni.
Las aguas del lago reflejan la abundante vegetación que lo rodea, formada por bosques y plantaciones de té, además de llamativas cascadas en la vertiente oeste.
En 2011 se podía alcanzar el lago desde Dar es Salaam en autobús tras un viaje de doce horas.

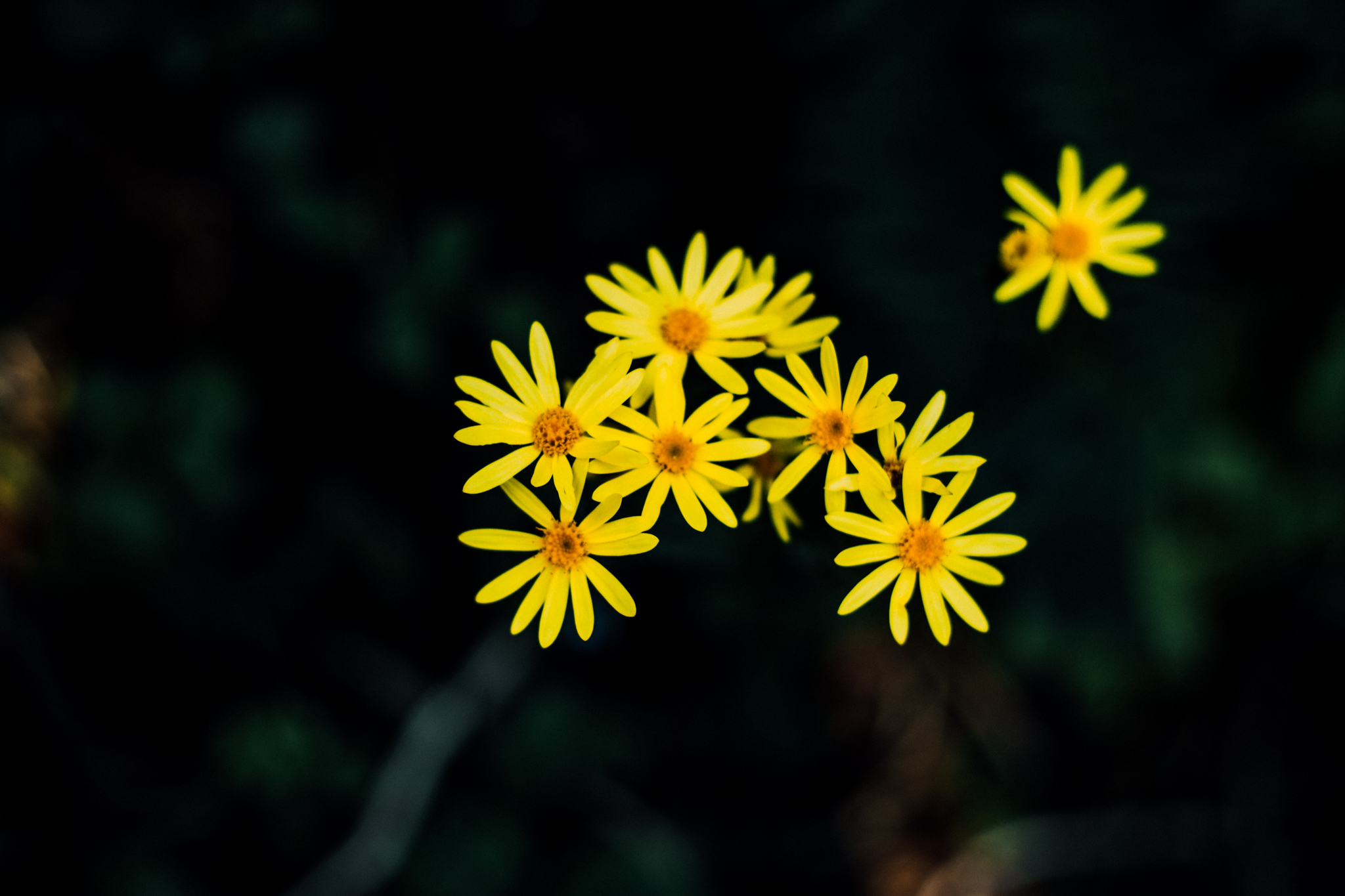
Flora en el lago Ngozi.

## Mitos
En el entorno del lago se dice que en sus aguas vive el dios de la lluvia, acompañado de una serpiente monstruosa que tiene poderes mágicos.